# Marta (football)
Pour les articles homonymes, voir Vieira da Silva, Vieira, Silva et Marta.
Marta Vieira da Silva, communément appelée Marta, née le 19 février 1986 à Dois Riachos au Brésil, est une footballeuse internationale brésilienne qui évolue au poste d'attaquante.
Elle a été sacrée six fois meilleure footballeuse de l'année par la FIFA en 2006, 2007, 2008, 2009, 2010 et 2018. Elle est considérée comme la meilleure joueuse de tous les temps. Elle est membre de l'équipe du Brésil féminine de football depuis 2003.
Le 8 octobre 2018, la joueuse est nommée parmi les quinze prétendantes au premier Ballon d'or féminin (elle se classera 4e).

## Biographie
Marta est issue d’une famille de quatre enfants. Ses frères et sœurs s'appellent José, Valdir et Angela. Ses parents se nomment Aldário et Tereza. Son club de football favori, à l’exception d’Umeå, est le Corinthians. Ses footballeurs préférés sont brésiliens : Ronaldo, Ronaldinho et Rivaldo.
En dehors du football, son sport préféré est le tennis. Elle aime aussi beaucoup jouer de la guitare.
Elle parle couramment le portugais qui est sa langue maternelle, le suédois et l'anglais.
Marta est chrétienne catholique et déclare que Dieu est très important même si elle ne va pas souvent à l'église. Le 4 janvier 2021 elle annonce ses fiancailles avec la footballeuse Toni Deion Pressley.

## Carrière en club

### Vasco da Gama
Marta est découverte à l’âge de 14 ans par une célèbre entraineuse brésilienne, Helena Pacheco. Elle est alors recrutée par le grand club de Rio de Janeiro Vasco da Gama. Elle vit et s’entraine au sein de son centre de formation. Elle n’y reste que deux années car en 2001 le club stoppe les activités professionnelles de son équipe féminine. Marta s’engage alors avec un petit club du Minas Gerais.

### Umeå IK
Marta est recrutée par le club suédois d’Umeå IK juste avant le début de la saison 2004. Umeå remporte cette année-là la Ligue des champions féminine de l'UEFA en écrasant en finale les allemandes du 1.FFC Francfort sur le score de 8 but à 0 sur l’ensemble des deux matchs de la finale. Dans son championnat national, Umeå ne termine qu’à la deuxième place, battue pour seulement un point par Djurgårdens IF Dam. Umeå marque le nombre impressionnant de 126 buts au cours de la saison, soit 32 de plus que l’équipe vainqueur. 22 d’entre eux sont l’œuvre de Marta. Elle affirme aussi que c'est là-bas où elle a eu le moins de mal à marquer et que le niveau était moindre que celui du Brésil 
La deuxième saison de Marta en Suède se termine par le titre de championne de Suède. Les 21 buts de son attaquante brésilienne permettent à Umeå de rester invaincue pendant tout le championnat. Seule la Coupe de Suède échappe au club : Djurgårdens IF Dam l’emporte 3-1 en finale contre Umeå. Trois semaines plus tard, lors d’une rencontre de championnat, l’équipe de Marta se venge en écrasant Djurgårdens sur le score de 7 buts à 0.
En 2006, Umeå remporte une nouvelle fois le championnat suédois sans perdre le moindre match. Marta est la meilleure buteuse de l’épreuve avec 21 buts. La Ligue des champions s’interrompt en quart de finale à la suite d'une défaite 3-1 contre leurs grandes rivales de Djurgårdens IF Dam. Umeå ne rencontre pas plus de succès en Coupe de Suède : cette fois-ci c’est Linköpings FC qui les bat en finale sur le score de 3 à 2.
En avril 2007, Marta échoue avec son équipe en finale de la Ligue des champions. Umeå perd son duel contre Arsenal Ladies Football Club. Marta ajoute tout de même une Coupe de Suède à son palmarès après avoir battu en marquant un but en finale face à l’AIK Stockholm. Umeå remporte ensuite une nouvelle fois le championnat de Suède reléguant Djurgården à neuf points au classement final. Marta, malgré ses 25 buts marqués, ne termine qu’à la deuxième place du classement des buteurs derrière Lotta Schelin.

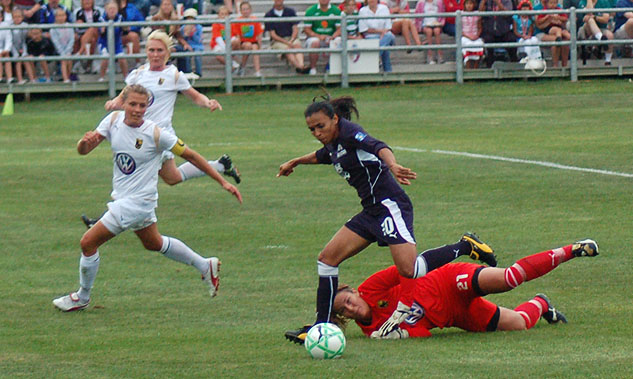
Marta lors d'un match en 2009

La saison 2008 se termine par un nouveau titre en championnat de Suède pour Umeå et Marta. La fin de saison est troublée par de nombreuses spéculations sur le devenir de Marta en Suède. Deux mois plus tôt, lors de la remise du trophée de la Meilleure footballeuse du monde, Marta annonce qu’elle souhaite jouer aux États-Unis pour le club de Los Angeles Sol et qu’elle est prête à signer un contrat de trois ans. Sur la demande de Marta, Los Angeles engage aussi la Suédoise Johanna Frisk ce qui ne manque pas de créer la polémique, le journaliste sportif de la chaine de télévision suédoise TV4 Patrick Ekwall déclarant même que les deux joueuses formaient un couple homosexuel, allégation fortement combattue par les deux joueuses.

### Los Angeles Sol
Le jour où Marta reçoit le titre de Meilleure joueuse de la FIFA, elle annonce qu'elle se joint au Los Angeles Sol dans la nouvelle ligue professionnelle, la Women's Professional Soccer. Ceci en vertu d'un contrat de trois ans au coût de $ 500,000 us annuel. Ce qui représente un sommet au football féminin. Marta devient la meilleure buteuse de la ligue pour la saison 2009. Saison au cours de laquelle Los Angeles Sol devient champions de la saison régulière et atteint la finale du championnat WPS. Mais Los Angeles Sol perd en finale contre Sky Blue FC par un score de 1-0.

### Santos
Durant l'inter-saison 2009-2010, Marta signe un contrat de trois mois avec l’équipe féminine du club brésilien de Santos FC le 1er août 2009 pour jouer la Copa Libertadores et la Coupe du Brésil de football féminin. Marta aide le club à remporter les deux compétitions en marquant un but en finale de la Copa Libertadores et deux en finale de la Coupe du Brésil.

### FC Gold Pride
En janvier 2010, Los Angeles Sol cesse ses activités pour des raisons financières (perte de $ 2 millions us à sa première année d'opération) . Marta et ses coéquipières sont alors soumises à un repêchage spécial de la ligue. Les droits de Marta sont acquis par le FC Gold Pride. Marta joue les 24 matchs de la saison et marque 19 buts. Elle demeure la meilleure buteuse de la ligue pour une deuxième année consécutive. Elle mène le FC Gold Pride au championnat de la saison régulière et gagne la finale contre Philadelphia Independence. Elle reçoit le Michelle Akers Player of the Year Award, suprême récompense américaine et le WPS Golden Boot. Mais le Fc Gold Pride a accumulé plus de $ 5 millions de dettes dans ses deux premières saisons et doit fermer le 17 novembre 2010 faute de trouver d'autres investisseurs. Marta devient agent libre après la fermeture de son club. Elle est contrainte de trouver un nouveau port d'attache pour la saison 2011. La Brésilienne signe avec le Western New York Flash en janvier 2011.

### Santos une nouvelle fois
En décembre 2010 Marta signe de nouveau pour Santos FC et aide l'équipe à conquérir de nouveau la Copa Libertadores de Fútbol Femenino (l'équivalent féminin de la Ligue des Champions en Amérique du Sud) et la Copa do Brasil de Futebol Feminino (le championnat féminin au Brésil).

### Western New York Flash
Pour la saison 2011, Marta se joint au club d'expansion Western New York Flash. C'est sa troisième équipe WPS en trois ans. Elle marque 10 buts en 14 matchs et cumule 5 passes décisives. Avec Christine Sinclair et Alex Morgan, Marta fait partie du trio explosif d'attaquantes du Western New York Flash et contribue à la conquête du championnat de la saison et de la finale du Championnat des États-Unis. Elle reçoit le soulier d'or de la meilleure buteuse (PUMA Golden Boot Award),

### Tyresö FF
Après l'annulation de la saison de championnat aux États-Unis, Marta rejoint en février 2012 le club suédois du Tyresö FF. Elle y remporte le titre de championne de Suède 2012 et perd la finale de la Coupe nationale ainsi que la Supercoupe de Suède. Elle prolonge son contrat d'une saison en février 2013.

## Parcours en équipe nationale

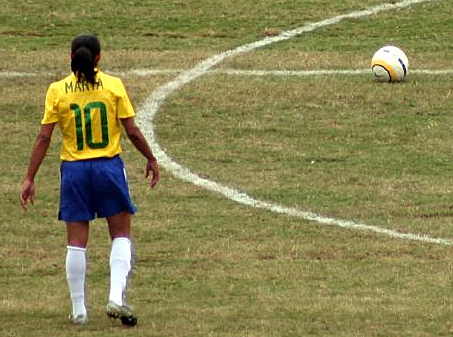
En sélection, Marta porte le numéro 10

Marta est membre à part entière de l’équipe du Brésil féminine de football depuis 2002. Elle porte déjà l’attention sur elle alors qu’elle n’est âgée que de 16 ans et qu’elle dispute la Coupe du monde féminine de football des moins de 19 ans 2002 organisée au Canada. Elle marque 6 buts pendant la phase finale, permettant ainsi à son pays de terminer à une surprenante quatrième place.
L’année suivante elle est sélectionnée dans l’équipe première de son pays et participe au championnat d’Amérique du Sud, le Sudamericano Femenino qui se déroule au Pérou. Le Brésil remporte l’épreuve pour la quatrième fois consécutive et Marta marque 4 buts. Vient ensuite la Coupe du monde féminine de football 2003 au cours de laquelle le Brésil est éliminé en quart de finale par le futur finaliste de la compétition la Suède.
Marta ne participe pas au Sudamericano Femenino de 2006. L’équipe du Brésil, quadruple tenante du titre se présente avec une formation fortement diminuée à cause de l’absence de plusieurs éléments clés. Elle est battue en finale par l’Argentine.
L’année 2007 commence par un grand succès pour Marta. Elle remporte les Jeux panaméricains. Elle marque 12 buts pendant le tournoi. La finale a lieu dans le prestigieux stade Maracanã devant 68 000 spectateurs. Cette finale fait beaucoup pour la popularité de Marta, d’abord dans son propre pays, mais aussi dans le monde entier.
Un peu plus tard dans l’année Marta participe avec le Brésil à la Coupe du monde féminine de football 2007 qui a lieu en Chine. Marta assoie sa réputation en particulier pour sa prestation en demi-finale de la compétition. Le match oppose le Brésil et les États-Unis. Marta marque un but spectaculaire et son équipe l’emporte facilement sur le score sans appel de 4 buts à 0. Le Brésil atteint pour la première fois de son histoire la finale de la Coupe du monde mais s’incline devant l’équipe d'Allemagne .
Marta termine meilleur buteur de la compétition avec 7 buts et est élue comme étant la meilleure joueuse de la compétition.
En 2008, Marta est sélectionnée dans l’équipe du Brésil qui participe à l’épreuve olympique de football. Comme en 2004, le Brésil termine à la deuxième place, battue en finale par les États-Unis. Marta se distingue en marquant trois buts dans la compétition.
Dans la route pour la qualification au Mondial en Allemagne, Marta marque neuf buts en sept matchs. Le duo d'attaquantes qu'elle forme avec Cristiane a disséqué les défenses qui se sont dressées devant le Brésil. Marta participe à la Coupe du monde féminine de football 2011 et aide son équipe pour atteindre les quarts de finale. Le 10 juillet 2011, lors du match quart de finale contre les États-Unis, Marta marque deux buts (dont un sur un penalty), malheureusement les américaines remportent le match et éliminent le Brésil.
Après le Mondial 2015 où l'équipe du Brésil dont Marta est la capitaine est éliminée 1-0 en huitièmes de finale par l'Australie, elle dispute sa cinquième Coupe du monde en France. Le 18 juin 2019, lors du troisième match du premier tour Groupe C à Valenciennes, elle donne la victoire à son équipe face à l'Italie en marquant sur penalty à 74e minute. Il s'agit de son dix-septième but en Coupe du monde, soit le record tous sexes confondus, puisqu'elle dépasse Miroslav Klose, 16 buts en cinq éditions disputées avec l'Allemagne. Elle qualifie par ailleurs le Brésil pour les huitièmes de finale. Le Brésil y rencontre l’équipe de France au stade Océane du Havre. La France élimine le Brésil 2 buts à 1 après prolongations.
Marta a par ailleurs disputé à cinq reprises les Jeux Olympiques, en 2004, 2008, 2012, 2016 et 2024, terminant trois fois médaillée d'argent, à Athènes en 2004 (victoire des États-Unis 2-1 en finale), à Beijing en 2008, où la Seleçao féminine s'incline à nouveau face aux américaines, 1-0 a.p., et à Paris en 2024. À Londres en 2012, les Brésiliennes sont éliminées en quarts de finale par le Japon 2-0, et à domicile à Rio en 2016, sorties aux tirs au but par la Suède en demi-finales, Marta et ses partenaires sont battues 2-1 par le Canada dans le match pour la médaille de bronze.

## Statistiques

### En club
| Saison                | Club                   | Championnat           | Championnat | Championnat | Coupe(s) nationale(s) | Coupe(s) nationale(s) | Compétition(s) continentale(s) | Compétition(s) continentale(s) | Compétition(s) continentale(s) | Championnat Carioca | Championnat Carioca | Total | Total |
| Saison                | Club                   | Division              | M.          | B.          | M.                    | B.                    | Comp.                          | M.                             | B.                             | M.                  | B.                  | M.    | B.    |
| 2000                  | Vasco da Gama          | Taça Brasil1          |             |             | -                     | -                     | -                              | -                              | -                              | 0+                  | 0+                  | 0     | 0     |
| 2001                  | Vasco da Gama          | Taça Brasil           |             |             | -                     | -                     | -                              | -                              | -                              | 0+                  | 0+                  | 0     | 0     |
| Sous-total            | Sous-total             | Sous-total            | 16          | 4           | 0                     | 0                     | -                              | -                              | -                              | 0                   | 0                   | 16    | 4     |
| 2002                  | Santa Cruz             | -                     |             |             | -                     | -                     | -                              | -                              | -                              | -                   | -                   | 0     | 0     |
| 2003                  | Santa Cruz             | -                     |             |             | -                     | -                     | -                              | -                              | -                              | -                   | -                   | 0     | 0     |
| 2004                  | Santa Cruz             | -                     |             |             | -                     | -                     | -                              | -                              | -                              | -                   | -                   | 0     | 0     |
| Sous-total            | Sous-total             | Sous-total            | 38          | 16          | 0                     | 0                     | -                              | -                              | -                              | -                   | -                   | 38    | 16    |
| 2004                  | Umeå IK                | Damallsvenskan        | 15+         | 22          | 3+                    | 5+                    | WCL                            | 7                              | 7                              | -                   | -                   | 25    | 34    |
| 2005                  | Umeå IK                | Damallsvenskan        | 29          | 21          | 2                     | 1                     | -                              | -                              | -                              | -                   | -                   | 31    | 22    |
| 2006                  | Umeå IK                | Damallsvenskan        |             | 20          | 1                     | 0                     | WCL                            | 7                              | 7                              | -                   | -                   | 8     | 27    |
| 2007                  | Umeå IK                | Damallsvenskan        |             | 25          | 3+1                   | 6+0                   | WCL                            | 7                              | 6                              | -                   | -                   | 11    | 37    |
| 2008                  | Umeå IK                | Damallsvenskan        | 18          | 23          | 3+1                   | 4+1                   | WCL                            | 9                              | 9                              | -                   | -                   | 31    | 37    |
| Sous-total            | Sous-total             | Sous-total            | 103         | 111         | 14                    | 17                    | -                              | 30                             | 30                             | -                   | -                   | 147   | 158   |
| 2009                  | Los Angeles Sol        | WPS                   | 19+1        | 10          | -                     | -                     | -                              | -                              | -                              | -                   | -                   | 20    | 10    |
| Sous-total            | Sous-total             | Sous-total            | 20          | 10          | -                     | -                     | -                              | -                              | -                              | -                   | -                   | 20    | 10    |
| 2009                  | Santos FC              | -                     | -           | -           | 7                     | 18                    | CLF                            | 6                              | 7                              | -                   | -                   | 13    | 25    |
| Sous-total            | Sous-total             | Sous-total            | 0           | 0           | 7                     | 18                    | -                              | 6                              | 7                              | -                   | -                   | 13    | 25    |
| 2010                  | FC Gold Pride          | WPS                   | 24+1        | 19+1        | -                     | -                     | -                              | -                              | -                              | -                   | -                   | 25    | 20    |
| Sous-total            | Sous-total             | Sous-total            | 25          | 20          | -                     | -                     | -                              | -                              | -                              | -                   | -                   | 25    | 20    |
| 2011                  | Santos FC              | -                     | -           | -           |                       |                       | CLF                            | 4                              | 2                              | -                   | -                   | 4     | 2     |
| Sous-total            | Sous-total             | Sous-total            | 0           | 0           | 0                     | 0                     | -                              | 4                              | 2                              | -                   | -                   | 4     | 2     |
| 2011                  | Western New York Flash | WPS                   | 14+1        | 10+0        | -                     | -                     | -                              | -                              | -                              | -                   | -                   | 15    | 10    |
| Sous-total            | Sous-total             | Sous-total            | 15          | 10          | -                     | -                     | -                              | -                              | -                              | -                   | -                   | 15    | 10    |
| 2012                  | Tyresö FF              | Damallsvenskan        | 21          | 12          | 4                     | 4                     | -                              | -                              | -                              | -                   | -                   | 25    | 16    |
| 2013                  | Tyresö FF              | Damallsvenskan        | 15          | 12          | 2+1                   | 5+1                   | WCL                            | 4                              | 1                              | -                   | -                   | 22    | 19    |
| 2014                  | Tyresö FF              | Damallsvenskan        | 2           | 3           | 6                     | 4                     | WCL                            | 4                              | 6                              | -                   | -                   | 12    | 13    |
| Sous-total            | Sous-total             | Sous-total            | 38          | 27          | 13                    | 14                    | -                              | 8                              | 7                              | -                   | -                   | 59    | 48    |
| 2014                  | FC Rosengård           | Damallsvenskan        | 20          | 13          | 1                     | 0                     | WCL                            | 4                              | 2                              | -                   | -                   | 25    | 15    |
| 2015                  | FC Rosengård           | Damallsvenskan        | 21          | 8           | 4+1                   | 2+1                   | WCL                            | 6                              | 7                              | -                   | -                   | 32    | 18    |
| 2016                  | FC Rosengård           | Damallsvenskan        | 19          | 13          | 5+1                   | 4+0                   | WCL                            | 6                              | 0                              | -                   | -                   | 31    | 17    |
| 2017                  | FC Rosengård           | Damallsvenskan        | 0           | 0           | 2                     | 0                     | WCL                            | 2                              | 0                              | -                   | -                   | 4     | 0     |
| Sous-total            | Sous-total             | Sous-total            | 60          | 34          | 14                    | 7                     | -                              | 18                             | 9                              | -                   | -                   | 92    | 50    |
| 2017                  | Orlando Pride          | NWSL                  | 23+1        | 13+0        | -                     | -                     | -                              | -                              | -                              | -                   | -                   | 24    | 13    |
| 2018                  | Orlando Pride          | NWSL                  | 17          | 4           | -                     | -                     | -                              | -                              | -                              | -                   | -                   | 17    | 4     |
| 2019                  | Orlando Pride          | NWSL                  | 14          | 6           | -                     | -                     | -                              | -                              | -                              | -                   | -                   | 14    | 6     |
| 2020                  | Orlando Pride          | NFS                   | 4           | 0           | -                     | -                     | -                              | -                              | -                              | -                   | -                   | 4     | 0     |
| 2021                  | Orlando Pride          | NWSL                  | 19          | 4           | 4                     | 0                     | -                              | -                              | -                              | -                   | -                   | 23    | 4     |
| 2022                  | Orlando Pride          | NWSL                  | 0           | 0           | 2                     | 0                     | -                              | -                              | -                              | -                   | -                   | 2     | 0     |
| 2023                  | Orlando Pride          | NWSL                  | 18          | 4           | 0                     | 0                     | -                              | -                              | -                              | -                   | -                   | 18    | 4     |
| 2024                  | Orlando Pride          | NWSL                  | 23+3        | 9+2         | -                     | -                     | -                              | -                              | -                              | -                   | -                   | 26    | 11    |
| 2025                  | Orlando Pride          | NWSL                  | 7           | 3           | 1                     | 0                     | -                              | -                              | -                              | -                   | -                   | 8     | 3     |
| Sous-total            | Sous-total             | Sous-total            | 129         | 45          | 7                     | 0                     | -                              | -                              | -                              | -                   | -                   | 136   | 45    |
| Total sur la carrière | Total sur la carrière  | Total sur la carrière | 454         | 277         | 55                    | 56                    | -                              | 66                             | 55                             | 0                   | 0                   | 575   | 388   |

### En sélection
Le tableau suivant dresse les statistiques de Marta en équipe du Brésil par année.
| Sélection | Année | Statistiques | Statistiques |
| Sélection | Année | Matchs       | Buts         |
| --------- | ----- | ------------ | ------------ |
| Brésil    | 2003  | 14           | 11           |
| Brésil    | 2004  | 7            | 4            |
| Brésil    | 2005  |              |              |
| Brésil    | 2006  | 0            | 0            |
| Brésil    | 2007  | 13           | 19           |
| Brésil    | 2008  | 7            | 4            |
| Brésil    | 2009  | 6            | 7            |
| Brésil    | 2010  | 12           | 16           |
| Brésil    | 2011  | 9            | 6            |
| Brésil    | 2012  | 10           | 3            |
| Brésil    | 2013  | 5            | 3            |
| Brésil    | 2014  | 4            | 3            |
| Brésil    | 2015  | 17           | 12           |
| Brésil    | 2016  | 14           | 6            |
| Brésil    | 2017  | 12           | 8            |
| Brésil    | 2018  | 10           | 2            |
| Brésil    | 2019  | 12           | 3            |
| Brésil    | 2020  | 3            | 1            |
| Brésil    | 2021  | 14           | 5            |
| Brésil    | 2022  | 3            | 2            |
| Brésil    | 2023  | 12           | 1            |
| Brésil    | 2024  | 8            | 3            |
| Total     | Total | 188          | 119          |

En italique : statistiques non complètes.
12 août 2024

## Palmarès

### En club

#### Umeå IK (2004-2008)
- Ligue des champions : 2004 (finaliste en 2007 et 2008)
- Championnat de Suède : 2005, 2006, 2007 et 2008
- Coupe de Suède : 2007

#### Los Angeles Sol (2009-)
- Women's Professional Soccer : Finaliste 2009

#### Santos FC (2009)
- Copa Libertadores : 2009
- Coupe du Brésil : 2009

#### FC Gold Pride (2010)
- Women's Professional Soccer : 2010

#### Western New York Flash (2011)
- Women's Professional Soccer : 2011

#### Tyresö FF (2012-2014)
- Championnat de Suède : 2012
- Finaliste de la Ligue des champions : 2014

#### FC Rosengård (2014-2017)
- Championnat de Suède : 2014 et 2015

### En équipe nationale
- Jeux olympiques : 
  -  Médaille d'argent aux Jeux olympiques d'été de 2004
  -  Médaille d'argent aux Jeux olympiques d'été de 2008
- Coupe du monde
  -  Finaliste en 2007
- Copa América féminine
  -  Championne d'Amérique du Sud 2003
  -  Championne d'Amérique du Sud 2010
  -  Championne d'Amérique du Sud 2018
  - Championne d'Amérique du Sud 2025
- Jeux panaméricains
  -  Médaille d'or aux Jeux panaméricains de 2003
  -  Médaille d'or aux Jeux panaméricains de 2007

### À titre individuel
- Marta a reçu six fois le trophée Meilleure joueuse de la FIFA de la part de la FIFA en 2006, 2007, 2008, 2009, 2010 et 2018 [33].
- Meilleure buteuse du championnat des États-Unis en 2009, 2010 et 2011.
- Meilleure buteuse du championnat de Suède[34] en 2004, 2005 et 2008
- Meilleure attaquante du championnat de Suède en 2007 et 2008
- Meilleure buteuse du Sudamericano Femenino 2010
- Meilleure buteuse de la Coupe du monde de football féminin des moins de 20 ans en 2004
- Meilleure buteuse de la Coupe du monde : 2007 (7 buts).
- Meilleure joueuse de la Coupe du monde : 2007[35].
- Nommée dans l'équipe type de la FIFA FIFPro Women's World11 en 2016, 2017 et 2019.

## Influence de Marta
Plusieurs médias américains comparent l'influence de Marta à celle qu'ont eu Pelé, Ronaldo, Ronaldinho, Neymar ou encore Romário sur la Seleçao brésilienne et plus largement sur le football féminin.
Pelé a lui-même accepté la comparaison, félicitant personnellement Marta à l'issue du sacre des brésiliennes sur l'équipe des États-Unis en finale des Jeux panaméricains de 2007, dans un Maracanã bondé de supporters.
À la suite de cette même finale, l'empreinte du pied de Marta est immortalisée à travers le ciment du célèbre "Walk of Fame" du Maracanã, une première pour une footballeuse.
Qu'il s'agisse de la sélection ou du football de club, les médias parlent d'une Marta dépendance, tant sa présence et ses performances sont importantes.
L'athlète brésilienne de 37 ans est devenue la première personne vivante à donner son nom à un prix de la FIFA, une nouvelle catégorie a été créée qui sera mise à l'honneur pour la première fois en 2025.

## Vie privée
Marta est ouvertement lesbienne.